# Montse Ribé
Montse Ribé (Barcelona, 1972) é uma maquiadora espanhola. 
Ganhou o Oscar de melhor maquiagem e penteados na edição de 2007 por El laberinto del fauno, ao lado de David Martí.